# Navid Nikkhah Azad
Navid Nikkhah Azad (nacido el 7 de diciembre de 1982) es un renombrado director de cine y periodista iraní.
Su obra más premiada es el The Recess (El Recreo) basada en la historia de Sahar Jodayari conocida como "la chica azul" en Irán. El Recreo aborda lla complicada situación de la mujer en Irán y la continua vulneración de derechos humanos.
Navid Nikkhah Azad, en una publicación de Instagram el 8 de noviembre, reveló que huyó permanentemente de Irán y buscó asilo en los Países Bajos debido a la creación de un mediometraje audaz y políticamente cargado. Esta decisión surgió de su acto de mostrar vehementes consignas contra el régimen iraní y su líder, reflejando el intenso clima sociopolítico en Irán. Su partida tuvo como objetivo evadir un severo encarcelamiento o ejecución por parte de las autoridades iraníes.